# Geschichte Nordkoreas
Gegenstand der Geschichte Nordkoreas sind die politischen, gesellschaftlichen und ökonomischen Entwicklungen der Demokratischen Volksrepublik Korea, die 1948 nördlich des 38. Breitengrads auf der koreanischen Halbinsel ausgerufen wurde. Die Geschichte Nordkoreas und die Geschichte Südkoreas entsprechen in ihrer Gesamtheit der Geschichte Koreas seit Ende des Zweiten Weltkriegs.

## Schaffung eines „Arbeiter- und Bauernstaates“
Nachdem 1945 durch die Kapitulation Japans der Zweite Weltkrieg sein Ende genommen hatte, wurde die Provinz Chōsen, welche dem Gebiet des seit 1910 in das Japanische Kaiserreich eingegliederten und kolonisierten Koreas entsprach, von den Siegermächten entlang des 38. Breitengrads in zwei Besatzungszonen aufgeteilt. Der Süden wurde von US-Streitkräften besetzt, der Norden kam unter Kontrolle der Roten Armee.
Stalin, der die Sowjetunion bis zu seinem Tod am 5. März 1953 diktatorisch regierte, hatte ein strategisches Interesse daran, einen von Kommunisten regierten koreanischen Staat mit aufzubauen. Dieser sollte als Puffer gegenüber Japan dienen. Die Koreanische Halbinsel wurde als mögliche Operationsbasis für einen Angriff auf die Sowjetunion gesehen. Abgesehen davon, dass Japan und Russland auf eine konfliktreiche gemeinsame Geschichte zurückblicken, verstärkte dieses Anliegen die Einsicht, dass Japan rasch nach seiner Kapitulation zu einem Verbündeten der USA wurde. Der mächtigste Vertreter der Sowjetunion im besetzten Korea war Generaloberst Terenti F. Schtykow; offizielles Oberhaupt der am 3. Oktober 1945 gebildeten Sowjetischen Zivilverwaltung war jedoch Generalmajor Andrei A. Romanenko.
Im Folgenden wurde in Nordkorea eine Wirtschafts- und Staatsform nach marxistisch-leninistischen Vorstellungen aufgebaut. Stalin und seine Nachfolger beeinflussten diesen Aufbau maßgeblich; wie auch im übrigen Ostblock, wo sie nach dem Ende des Zweiten Weltkriegs kommunistische Regime in allen Staaten des Ostblocks an die Macht brachte bzw. sie an der Macht hielt.
Die Situation unterschied sich von der in den osteuropäischen Staaten unter sowjetischer Besatzung darin, dass es hier keine einheitliche Kommunistische Partei gab, die bereits Verbindungen zum Stalin-Regime hatte. Zwar wurde bereits 1925 eine koreanische Kommunistische Partei gegründet, diese wurde jedoch schon 1928 wegen anhaltender Flügelkämpfe und Fraktionsbildungen auf Weisung der Komintern aufgelöst. Danach existierten nur noch vereinzelte kommunistische Gruppen, die im Wesentlichen im Süden des Landes aktiv waren. Im Norden spielten die Kommunisten zunächst keine Rolle. Die sowjetische Besatzungsmacht suchte so nach anderen Verbündeten. Man wollte zunächst den Nationalisten Cho Man-sik, der als einflussreichste politische Persönlichkeit im Norden Koreas galt, zum neuen starken Mann aufbauen. Bald zeigte sich jedoch, dass die Gegensätze zwischen dem Nationalisten und der sowjetischen Besatzungsmacht zu groß waren.
Ende des Jahres 1945 setzte eine starke Einwanderungsbewegung von ethnischen Koreanern aus der Sowjetunion (vor allem aus den zentralasiatischen Sowjetrepubliken) ein, durch die die kommunistischen Gruppen im Norden gestärkt wurden. Die staatlichen Stellen in der Sowjetunion propagierten insbesondere die Übersiedlung „politisch gebildeter“ Koreaner. Am 13. Oktober 1945 wurde das „Nordkoreanische Büro der KP Koreas“ als Sektion der gesamtkoreanischen KP (mit Sitz in Seoul) gebildet, zu dessen Vorsitzenden im Dezember Kim Il-sung bestimmt wurde.
Die Bevormundung durch die Sowjetunion und die sich abzeichnende Installation eines sozialistischen Staates im Norden führten schon bald zu Konflikten. So kam es zu antikommunistischen Studentenprotesten in den Städten Sinŭiju und Hamhŭng, die gewaltsam niedergeschlagen wurden. Schon früh wurden von Südkorea aus, unterstützt durch Flüchtlinge aus dem Norden, terroristische Anschläge auf Kim Il-sung und andere nordkoreanische Kommunisten organisiert, die aber alle fehlschlugen. Der Widerstand der Einheimischen gegen die Kommunisten blieb demgegenüber verhalten. Im Süden des Landes entwickelte sich dagegen eine linke Partisanenbewegung in Opposition zur sich konstituierenden Staatsmacht. Die Partisanen im Süden wurden vom Norden unterstützt. Die im September 1947 in Kandon, einem Vorort Pjöngjangs, gegründete Politische Hochschule diente der Ausbildung für den Untergrundeinsatz im Süden.

Die Flagge der Staatspartei PdAK mit Hammer, Sichel und Pinsel

Im Februar 1946 wurde das Provisorische Volkskomitee gebildet, an dessen Spitze Kim Il-sung stand. Im Frühjahr spaltete sich die nordkoreanische Sektion der KP ab und bildete eine eigene „Kommunistische Partei Nordkoreas“, die sich am 29. Juli mit der linken „Neuen Volkspartei“ zur „Partei der Arbeit Nordkoreas“ vereinigte. Erster Generalsekretär wurde Kim Du-bong. Die südkoreanischen Kommunisten vereinigten sich nach der Abspaltung der nordkoreanischen Sektion ebenfalls mit anderen linken Parteien zur Nam-joseon-rodong-Partei (Süd-Joseon-Arbeiterpartei). In der Folgezeit erhöhte die amerikanische Besatzungsmacht ihren Druck auf die kommunistische Untergrundbewegung. Führende Parteimitglieder wurden verhaftet, die restlichen flohen in den Norden, von wo aus die Untergrundarbeit im Süden fortgesetzt wurde. Im Juni 1949 vereinigten sich beide Parteien zur „Partei der Arbeit Koreas“, deren Vorsitzender Kim Il-sung wurde. Darüber hinaus wurde mit der „Koreanischen Demokratischen Partei“ und der „Chondoistischen Ch’ŏngu-Partei“ eine „Nationale Einheitsfront“ gebildet.
1946 begann auch die wirtschaftliche Umgestaltung des Landes. Im Frühjahr wurde eine Bodenreform durchgeführt und im Spätsommer begann die Verstaatlichung der Industriebetriebe.
Das aktive und passive Frauenwahlrecht wurde unter alliierter Verwaltung im Gesetz zur Gleichheit der Geschlechter garantiert, das am 30. Juli 1946 eingeführt wurde. Am 3. November 1946 fanden Wahlen zu den so genannten Volkskomitees, den lokalen Verwaltungsorganen, statt. Es gab lediglich die Option, für oder gegen die Einheitsfront zu stimmen. Offiziell entfielen 97 Prozent der abgegebenen Stimmen auf die Einheitsfront. Der 1. Kongress der Volkskomitees bestimmte am 17. Februar 1947 die erste nordkoreanische Regierung unter Kim Il-sung und wählte das Volkskomitee Nordkoreas als eine Art Parlament.
Parallel zur allmählichen Herausbildung der Strukturen von Staat und Einheitspartei entwickelte sich der Polizei- und Militärapparat. Bereits 1946 wurden die ersten Abteilungen einer nordkoreanischen Armee unter sowjetischem Kommando gebildet. Ähnlich der Vorgehensweise in der Sowjetischen Besatzungszone und späteren DDR (siehe Kasernierte Volkspolizei) fand auch in Nordkorea der Aufbau der Armee getarnt statt: Die ersten Einheiten waren offiziell der Polizei oder der Eisenbahnverwaltung unterstellt. Die Anfänge der nordkoreanischen Marine fungierten offiziell als Küstenwache. Bis zum 8. Februar 1948, dem Tag, an dem der Norden die Existenz seiner Armee öffentlich machte, waren die Streitkräfte bereits so weit entwickelt, dass sie ein beträchtliches Bedrohungspotenzial gegenüber dem Süden darstellten. Polizei und Sicherheitsdienst wurden ebenfalls schon 1946 gebildet. Beim Provisorischen Volkskomitee gab es ein „Sicherheitsbüro“ mit einer „Politischen Staatsschutzabteilung“ zur Bekämpfung von „Konterrevolutionären“. Chef der Staatsschutzabteilung wurde Pan Hak-syo.
Im Spätherbst 1947 wurde offiziell die Ausarbeitung einer Verfassung angekündigt, womit die baldige Ausrufung eines eigenständigen nordkoreanischen Staates besiegelt schien. Die Verfassung wurde in Moskau redigiert und schließlich von Stalin genehmigt. Am 25. August 1948 fanden Wahlen zur Obersten Volksversammlung statt, die am 8. September die Verfassung bestätigte. Einen Tag später wurde die Demokratische Volksrepublik Korea proklamiert.
Zuvor war am 15. August in Seoul die Republik Korea ausgerufen worden. Beide Regime erkannten einander nicht an und sahen sich jeweils als den einzig rechtmäßigen Nachfolger des Kaiserreichs Korea.

## Herrschaft Kim Il-sungs (1948–1994)

### Koreakrieg

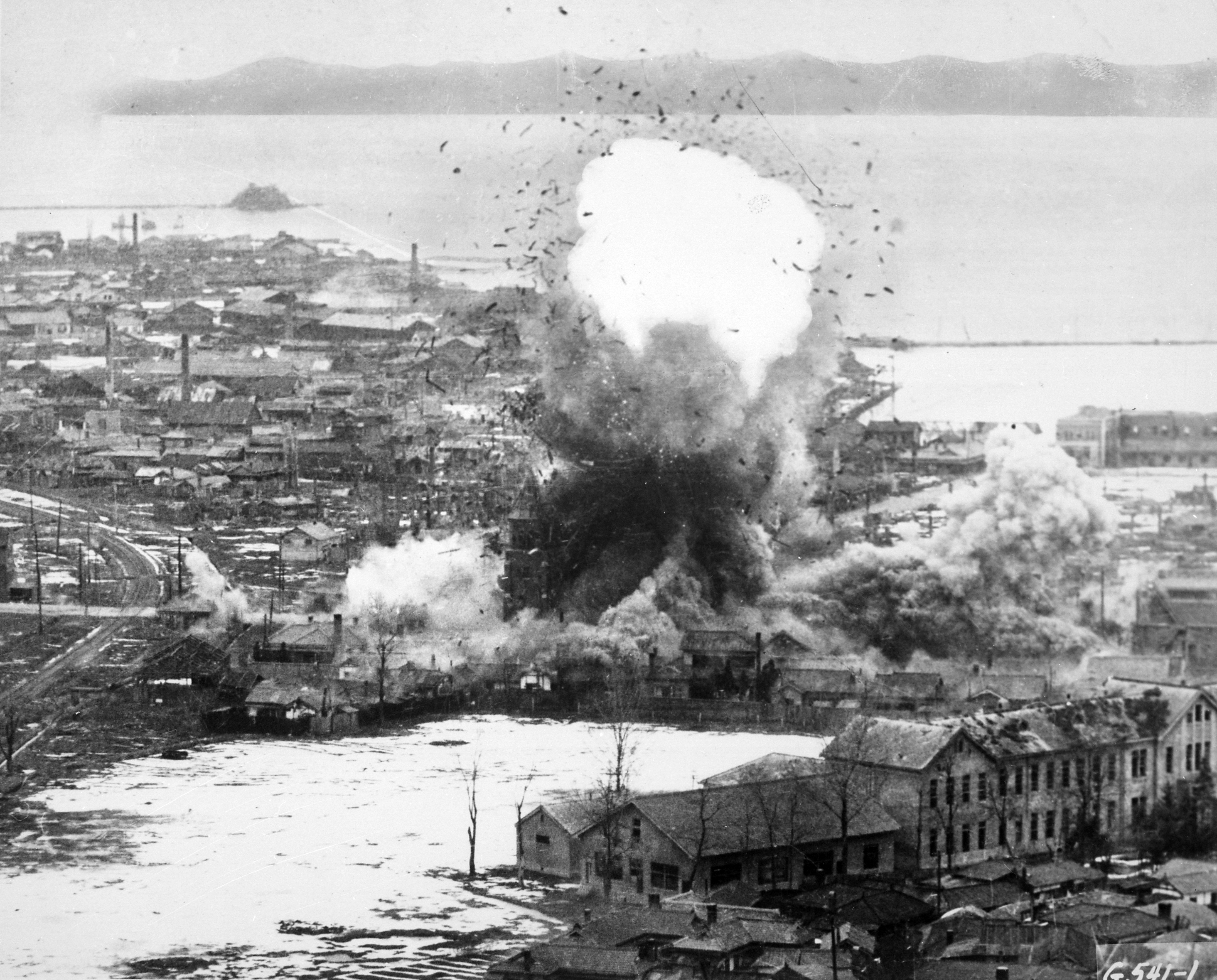
Amerikanisches Bombardement in Wŏnsan, 1951

Nordkoreanische Truppen überschritten am 25. Juni 1950 die Grenze zur Republik Korea. Ziel des Angriffs war die Integration Südkoreas in die sozialistische Demokratische Volksrepublik. Dem Norden gelang zunächst ein rasches Vorrücken und die Eroberung fast der gesamten koreanischen Halbinsel. Mit Unterstützung der UNO und vor allem der USA gelang es jedoch, den Vormarsch zu stoppen und die Truppen des Südens und seiner Verbündeten rückten bis an die chinesische Grenze vor. China kam dem Norden zu Hilfe. In diesem nunmehr faktisch amerikanisch-chinesischen Konflikt stabilisierte sich die Front schließlich nahe den Ausgangspositionen. Am 27. Juli 1953 wurde in P'anmunjŏm ein Waffenstillstandsabkommen unterzeichnet, das eine gegenüber der Vorkriegssituation geringfügig veränderte Demarkationslinie festschrieb. Der Krieg zementierte so die Teilung des Landes.
Nordkorea hatte bei Beginn des Krieges damit gerechnet, dass sich die Bevölkerung des Südens nach dem Angriff auf seine Seite schlagen würde und so der südkoreanische Staat von selbst zusammenbrechen würde. Zwar wurden die Truppen des Nordens zunächst auch freudig begrüßt, jedoch verging diese Sympathie schnell, als die Nordkoreaner in den besetzten Gebieten eine Bodenreform durchführten und die Besatzungstruppen anfingen diejenigen, die sich dem diktatorischen Regime nicht fügen wollten, zu terrorisieren und zu töten.
Auf einem Parteitag der Partei der Arbeit Koreas während des Krieges machte Kim Il-sung den Kommandeur der 2. nordkoreanischen Armee Kim Mu-jong für das offensichtliche Scheitern des Eroberungsfeldzuges verantwortlich. Kim Mu-jong wurde unehrenhaft aus der Armee entlassen und emigrierte nach China.

### Die Konsolidierung der Alleinherrschaft
In den 1950er Jahren arbeitete Kim Il-sung an der Konsolidierung seiner unangefochtenen Führungsposition in Staat und Partei. Bis dahin bestand die Partei der Arbeit Koreas aus verschiedenen Faktionen, die einander wenig Sympathie entgegenbrachten. Kim wollte zunächst die Gruppe der Volksrepublik China zugeneigten Genossen (die so genannte „Yan’an-Faktion“) aus der Partei ausschließen. Dies stieß auf den Widerstand Chinas und der UdSSR. Kim wurde mit seiner Absetzung gedroht. Durch zeitweilige Zugeständnisse konnte er sich auf seiner Position halten. Das Erlebnis der Bedrohung von außen führte zu einer Verstärkung der isolationistischen Bestrebungen Kims. In den folgenden Jahren wurden so dennoch die peking- und moskautreuen Funktionäre ausgeschaltet. Durch diese „Säuberung“ in den Jahren von 1957 bis 1962 wurde Kims Position nachhaltig gestärkt, so dass sie zu Beginn der 1960er Jahre unangefochten war. Im Gegensatz zu den Säuberungen in der sowjetischen KP der Stalinzeit ging es in Nordkorea relativ unblutig zu. Viele Parteigenossen konnten nach China und in die Sowjetunion emigrieren. Dennoch wurden zahlreiche Angehörige der politischen Elite des Landes in dieser Zeit – teilweise in Schauprozessen – zum Tode verurteilt und hingerichtet. Die Anschuldigungen waren hierbei in der Regel konstruiert. Parteigenossen, die aus dem Süden stammten, wurde vorgeworfen, für die südkoreanische Regierung unter Rhee Syng-man spioniert zu haben. Am 15. Dezember 1955 wurde Außenminister Pak Hon-yong als amerikanischer Spion zum Tode verurteilt. 1956 wurde Mu Chong, ehemaliger General der chinesischen Armee und im Koreakrieg Stabschef im Generalhauptquartier der vereinigten Streitkräfte von China und Nordkorea, als Vertreter der Yan'an-Gruppe hingerichtet.
1958 folgten weitere Säuberungen, die sich gegen generell sowjetfreundliche Kader, wie Hŏ Ka-i, Sympathisanten der Chruschtschow’schen Tauwetterpolitik und wiederum mit China verbundene Funktionäre, wie Kim Du-bong, richteten. Die Säuberungen entwickelten sich von einer zeitweiligen Erscheinung zu einem permanenten, dem System immanenten Phänomen. Noch 1997 gab es so eine Kampagne gegen reformorientierte Armeeangehörige und Parteikader, unter ihnen der Vorsitzende des Ministerrates Kang Song-san.
Bereits Mitte der 1960er Jahre wurde Kim Il Sung in den nordkoreanischen Medien als Großer Führer bezeichnet. Die Bezeichnung Führer war bis dahin sowohl innerhalb Nordkoreas als auch in der internationalen kommunistischen Bewegung überhaupt ausschließlich Lenin und Stalin vorbehalten gewesen.

### Wirtschaftsentwicklung nach dem Koreakrieg
Die wirtschaftliche Entwicklung Nordkoreas nach dem Krieg profitierte sehr von der materiellen Unterstützung durch China und vor allem der Sowjetunion. Der Drei-Jahres-Plan (1954–1956) reparierte die durch den Krieg entstandenen Schäden und brachte die Industrieproduktion wieder auf Vorkriegsniveau. Der folgende Fünf-Jahres-Plan (1957–1961) und der Sieben-Jahres-Plan (1961–1967) brachten ein weiteres Wachstum der Produktion und die Entwicklung der Infrastruktur mit sich. Bis 1969 war Nordkorea wirtschaftlich dem lange Zeit politisch und ökonomisch instabilen Süden überlegen. Gegen Ende der 1960er Jahre zeigte die nordkoreanische Wirtschaft jedoch Anzeichen einer Stagnation, die der anderer Staaten des Ostblocks ähnelte. Ein Rückgang der landwirtschaftlichen Produktion und der Mangel an Konsumgütern führten zu einem Niedergang der Wirtschaft, die immensen Militärausgaben waren eine zusätzliche Belastung.

### Politische Positionierung zwischen China und der Sowjetunion
Das in den 1950er Jahren aufkeimende chinesisch-sowjetische Zerwürfnis über die weitere Entwicklung des Kommunismus verkomplizierte die Situation Nordkoreas. Zunächst lavierte man zwischen beiden benachbarten Großmächten. Die Kritik der sowjetischen Führung an Stalin, beginnend mit dem XX. Parteitag der KPdSU 1956, verstand Kim Il-sung als Infragestellung seiner eigenen Position. Ebenso lehnte er das von der Sowjetunion propagierte Konzept der „friedlichen Koexistenz“ ab. 1962 schlug sich Kim auf die Seite Mao Zedongs und übernahm von ihm insbesondere das strikte Festhalten an traditionellen Ideen des Kommunismus sowie Konzepte des Personenkults. Ausschlaggebend für den Bruch mit der Sowjetunion war deren Verhalten in der Kubakrise, das die Nordkoreaner als Defätismus verstanden. Die Sowjetunion kappte daraufhin alle Hilfen für Nordkorea, das neben Albanien einer der engsten Verbündeten Chinas wurde. China, das selbst in den Wirren der Kulturrevolution gefangen war, konnte die UdSSR jedoch als Handelspartner nicht ersetzen. Die Bestrebungen, militärstrategische Unabhängigkeit von der Sowjetunion zu erreichen, belastete die nordkoreanische Volkswirtschaft zusätzlich, so dass Kim Il-sung ab 1965 wieder auf eine Normalisierung des Verhältnisses zur UdSSR hinarbeitete.

### Isolation
Die Propagierung der Chuch’e-Ideologie gegen Ende der 1960er Jahre, die die Autarkie Nordkoreas als oberstes Ziel definiert, erscheint als Reaktion auf die zunehmend isolierte Position Nordkoreas. Nordkoreanische Medien feierten Chuch’e als eine selbst dem Marxismus-Leninismus überlegene Ideologie, und Kim Il-sung wurde fortan als Großer Führer bezeichnet. Die Isolation des Landes verstärkte sich zunehmend dadurch, dass die Regierung sich genötigt sah, den wirtschaftlichen Erfolg Südkoreas, gegenüber dem Niedergang im Norden, unbedingt vor der nordkoreanischen Bevölkerung geheim zu halten. Der Zusammenbruch des sozialistischen Lagers verschärfte die Abschottung weiter. Allerdings wurde Nordkorea am 17. September 1991 gemeinsam mit Südkorea Mitgliedsstaat der Vereinten Nationen.

### Aggression und Terrorismus

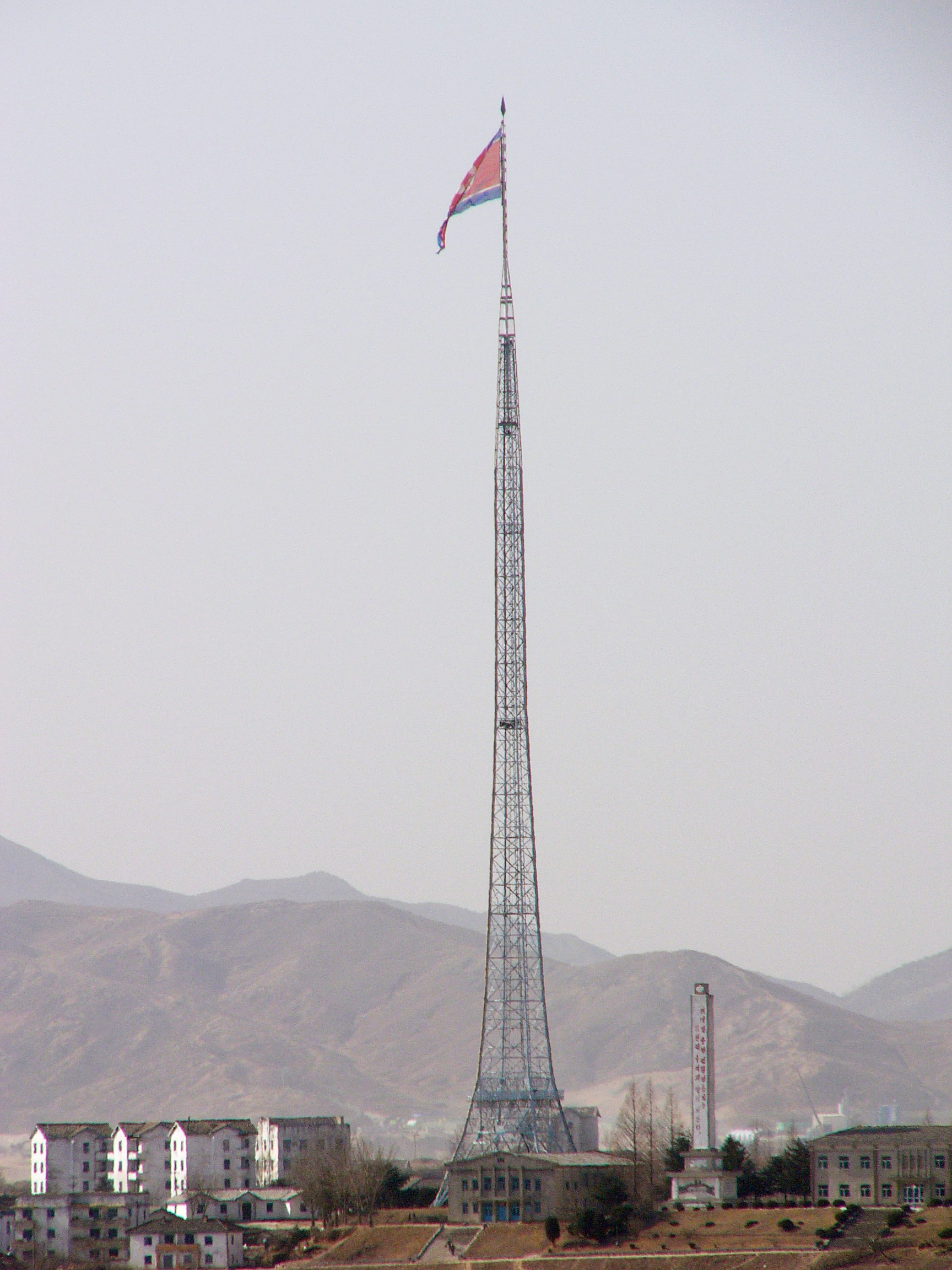
Der 160 m hohe Fahnenmast in Kijŏng-dong nahe der innerkoreanischen Grenze war 2024 wohl der siebthöchste Fahnenmast der Welt

Der zeitweilige Bruch mit Moskau führte zu einer aggressiveren Haltung gegenüber Südkorea, da der mäßigende Einfluss der Sowjetunion nicht mehr gegeben war. So wollte die Regierung in Pjöngjang im Süden des Landes nach vietnamesischem Vorbild regierungsfeindliche Partisanengruppen unterstützen. Der bekannteste Fall dieser subversiven Tätigkeiten ist der gescheiterte Versuch eines Überfalls auf das Blaue Haus in Seoul (den Sitz des südkoreanischen Präsidenten) am 21. Januar 1968. 30 nordkoreanische Agenten wurden dabei getötet, einer konnte entkommen und einer wurde gefasst.
Zwei Tage später, am 23. Januar 1968, kaperte die nordkoreanische Marine das US-Spionageschiff USS Pueblo (AGER-2) aus internationalen Gewässern. Nach einem Jahr Verhandlungen erwirkte die damalige US-Regierung eine Freilassung der Crew. 
Die USS Pueblo wurde Anfang 2013 am Pothonggang-Kanal in Pjöngjang vor Anker gelegt und dort als Museumsschiff im Victorious War Museum ausgestellt.
Im Herbst 1968 überschritten nordkoreanische Soldaten die Demarkationslinie und rückten auf das Territorium des Südens vor. Es kam zu Gefechten zwischen nord- und südkoreanischen Truppen.
Am Geburtstag des „Großen Führers“, dem 15. April 1969, schoss eine MiG-21 der nordkoreanischen Luftwaffe über dem Japanischen Meer ein US-Aufklärungsflugzeug vom Typ Lockheed EC-121 Warning Star ab. Alle 31 US-Soldaten an Bord starben.
In den 1970er und 1980er Jahren kam es regelmäßig zu Entführungen von Südkoreanern und Japanern nach Nordkorea, von denen einige bis heute nicht zurückgekehrt sind. Es wird vermutet, dass seit Ende des Koreakriegs 3.832 Personen nach Nordkorea entführt wurden, von denen bis Juni 2010 514, die meisten davon Fischer, noch nicht zurückgekehrt waren. 
1975 wurde etwa ein Boot mit 32 südkoreanischen Fischern entführt. Die Vermissten wurden für tot erklärt. Erst 20 Jahre später erfuhr man im Süden, dass sie entführt wurden und im Norden leben oder lebten. 2007 gelang dem Fischer Choe U-kil die Flucht zurück in seine südkoreanische Heimat. 
Der spektakulärste Entführungsfall ereignete sich 1978: Shin Sang-ok, ein südkoreanischer Regisseur, und dessen Ex-Frau, die Schauspielerin Choi Eun-hee, wurden in Hongkong getrennt voneinander gekidnappt und per Schiff nach Nordkorea gebracht. Erst 1983 erfuhren sie, dass sie dasselbe Schicksal ereilt hatte, und trafen sich in Pjöngjang wieder. 1986 gelang ihnen auf einer Europareise die Flucht.
Am 9. Oktober 1983 verübten drei nordkoreanische Agenten ein Attentat auf eine hohe südkoreanische Regierungsdelegation in der damaligen burmesischen Hauptstadt Rangun. Präsident Chun Doo-hwan überlebte den Anschlag. Der Außenminister, der stellvertretende Außenhandelsminister und 15 weitere Südkoreaner starben.
Im November 1987 deponierte der nordkoreanische Geheimdienst eine Bombe in einem südkoreanischen Passagierflugzeug, das über dem Indischen Ozean explodierte. Dabei starben 115 Menschen. Die Attentäterin Kim Hyon-hui wurde gefasst, ein anderer Agent entging der Verhaftung durch Suizid.
Seit den 1990er Jahren bis etwa 2008 wurden etwa 200 Menschen nach Nordkorea entführt, vor allem aus den chinesischen Grenzprovinzen. Es waren überwiegend Chinesen koreanischer Abstammung, die verdächtigt wurden, nordkoreanischen Flüchtlingen geholfen zu haben. Pfarrer Kim Dong-shik aus den USA wurde im Jahr 2000 aus der chinesischen Stadt Yanji entführt und starb nach Berichten ein Jahr später in Nordkorea an den Folgen von Folter, Unterernährung und Krankheit.

### Personenkult und Clanherrschaft
1972 nahm Nordkorea eine neue Verfassung an, aufgrund derer Kim Il-sung zum Präsidenten erklärt wurde. Der Kult um seine Person nahm von jetzt an bisher unbekannte Ausmaße an. Offiziell wird er seitdem als Urheber und zentrale Figur der kommunistischen Bewegung in Korea dargestellt. Auch die Familie Kims wurde einbezogen, nicht nur Kim Jong-il, sein Nachfolger, sondern auch seine verstorbene Frau Kim Jong-suk.
Die Diktatur des Proletariats entwickelte sich immer mehr zur Herrschaft weniger Familienclans mit der Familie Kims an der Spitze. Neben seinem Sohn wurde auch Kims dritte Frau Kim Song-ae einbezogen, die hohe Posten in Partei und Massenorganisationen einnahm.

## Herrschaft Kim Jong-ils (1994–2011)

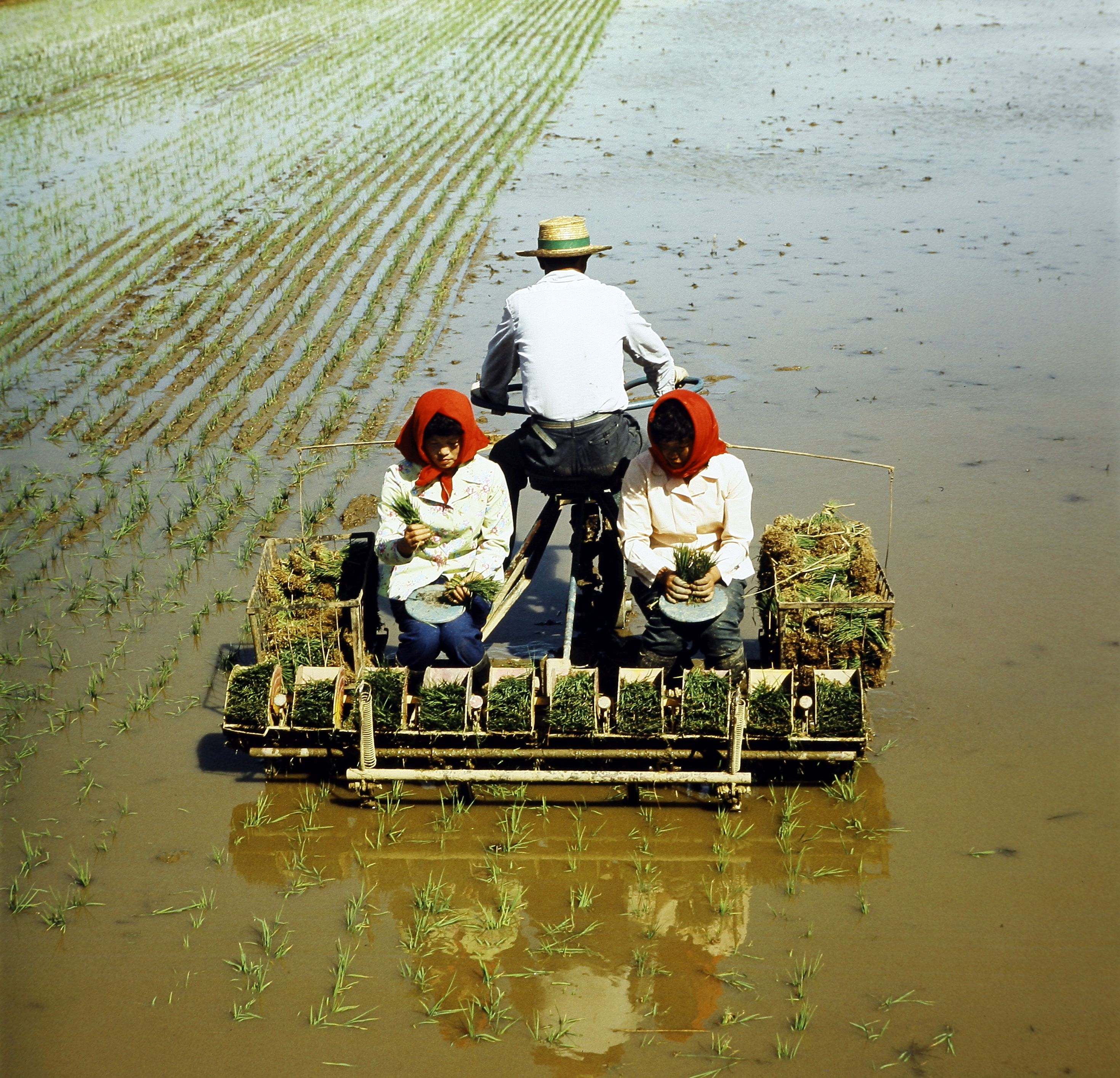
Arbeit auf einem Reisfeld 1986

Kim Il-sung starb 1994. Nach einer staatlich verordneten dreijährigen Trauerzeit übernahm sein Sohn Kim Jong-il die Posten des Generalsekretärs der Partei der Arbeit Koreas sowie des Vorsitzenden der Nationalen Verteidigungskommission. Der Posten des Präsidenten ist bis heute frei, da Kim Il-sung der Ewige Präsident sei. Kim Jong-il wurde als Geliebter Führer bezeichnet, mittlerweile als Großer Führer wie der Vater.
Die Zeit seit dem Zusammenbruch des sozialistischen Staatenblocks ist in Nordkorea von einem relativ kompromisslosen Festhalten am Status quo gekennzeichnet. Dies zeigt sich sowohl in der Wirtschaftspolitik als auch in der weiterhin auf Isolation ausgerichteten Außen- und Verteidigungspolitik. Grund hierfür ist die Annahme der nordkoreanischen Führung, dass ein Abweichen von der bisherigen Linie, eine Aufweichung des stalinistisch geprägten Regimes, zwangsläufig zu dessen Sturz führen würde, was man an den ehemaligen osteuropäischen Bruderstaaten beobachten konnte.

### Wirtschaftskrise und Hungerkatastrophe
Der Zusammenbruch des Ostblocks hatte fatale Folgen für die Wirtschaft Nordkoreas. Laut einer Studie der Bundeswehr über den Peak Oil versiegte z. B. der Zustrom billigen Erdöls aus der Sowjetunion, was unter anderem zum Ausfall von 80 % aller landwirtschaftlichen Maschinen führte. Trotz der Erhöhung des Anteils der in der Landwirtschaft Beschäftigten von 25 % auf 36 % fiel die Ernte um 60 %. Die Folge waren große Hungersnöte. In dieser Zeit sollen bis zu zweieinhalb Millionen Menschen, gut ein Zehntel der Gesamtbevölkerung Nordkoreas, verhungert sein. Nach Schätzungen der Welternährungsorganisation (engl. Food and Agriculture Organization, FAO) sind noch heute acht Millionen Menschen in Nordkorea chronisch unterernährt. Eine Untersuchung des World Food Programs im Jahr 2004 ergab, dass 37 % aller Kinder chronisch unterernährt seien. Seit Anfang 2007 verschärft sich die Ernährungslage wieder. Trotz einer von Südkorea zugesagten Lieferung von 400.000 Tonnen Reis nach der Stilllegung der kerntechnischen Anlage Nyŏngbyŏn räumte Kim im August 2007 ein, dass es Probleme bei der Versorgung der Bevölkerung mit Lebensmitteln gebe.

### Vorübergehende Entspannung zwischen Nord und Süd
Im Jahr 2000 zeichneten sich im Rahmen der Sonnenscheinpolitik Kim Dae-jungs Entspannungserfolge zwischen Nord- und Südkorea ab. Für einige Zeit waren Besuche von seit Jahrzehnten durch die koreanische Teilung getrennt lebenden Familienangehörigen möglich. Es wurde die Erneuerung der Verkehrsverbindungen zwischen beiden Staaten, die bislang außer Betrieb waren, vereinbart. Südkoreanische Touristen konnten in der Folge und bis zum Jahr 2008, als eine südkoreanische Frau unter bisher nicht vollständig geklärten Umständen von einem nordkoreanischen Soldaten erschossen wurde, die Kŭmgang-Berge besuchen. Südkoreanische Unternehmen produzieren seit 2003 in nordkoreanischen Sonderwirtschaftszonen (Industrieregion Kaesŏng). Die Mannschaften Nord- und Südkoreas marschierten gemeinsam bei den Olympischen Spielen im selben Jahr ein. Schließlich kam es sogar zum ersten Gipfeltreffen der beiden Staatsoberhäupter in Pjöngjang.

### Neuerliche Abkühlung der Beziehungen
Unter dem südkoreanischen Präsidenten Lee Myung-bak kühlte sich das Verhältnis zwischen beiden Staaten jedoch merklich ab. Lee hatte bereits im Wahlkampf angekündigt, eine härtere außenpolitische Linie gegenüber Pjöngjang zu verfolgen. Nordkorea kündigte schließlich an, seine Grenzen zum Süden ab 1. Dezember 2008 zu schließen. Von dieser Maßnahme sind vor allem Reisen von Südkoreanern in die grenznahen Tourismusgebiete Nordkoreas betroffen. Vorausgegangen waren Aktionen südkoreanischer Nichtregierungsorganisationen, die mit Hilfe von Ballons tausende Flugblätter über Nordkorea abgeworfen hatten. Darin waren Informationen über den Gesundheitszustand Kim Jong-ils und dessen Familienbeziehungen enthalten. Beide Themen gelten in Nordkorea als Tabus. Entsprechend verärgert zeigte sich die nordkoreanische Führung und warf Südkorea eine feindlich gesinnte Politik vor.
Am 22. August 2009 kam es zum ersten Mal nach knapp zwei Jahren wieder zu Gesprächen zwischen hochrangigen Vertretern der beiden Regierungen. Aus Anlass der Beisetzung des kurz zuvor verstorbenen Kim Dae-jung reiste eine sechsköpfige Delegation aus Nordkorea nach Seoul. Der nordkoreanische Geheimdienstchef Kim Yang-kon, der Leiter der Delegation, erörterte mit dem südkoreanischen Wiedervereinigungsminister Hyun In-taek bilaterale Themen. Anschließend empfing Präsident Lee Myung-bak die Delegation zu ersten Gesprächen mit Repräsentanten Nordkoreas seit Beginn seiner Amtszeit.
Einen neuen Tiefpunkt in den Beziehungen zu Südkorea stellte der Untergang des südkoreanischen Kriegsschiffs Cheonan am 26. März 2010 dar, bei dem 46 Menschen ums Leben kamen. Das Schiff sank nahe der Insel Baengnyeongdo nach einer Explosion. Baengnyeongdo gehört zu Südkorea, liegt jedoch vor der nordkoreanischen Küste. Die Seegrenze zwischen den beiden koreanischen Staaten ist umstritten. Eine Expertenkommission aus Vertretern Südkoreas, der USA und anderer westlicher Staaten kam mehrheitlich zu dem Ergebnis, dass das Schiff durch einen nordkoreanischen Torpedo versenkt worden sein soll. Nordkorea bestritt eine Verwicklung in den Vorfall.
Am 23. November 2010 beschoss Nordkorea die bewohnte südkoreanische Insel Yeonpyeong mit mehr als 100 Granaten, wobei zwei südkoreanische Soldaten sowie zwei südkoreanische Zivilisten starben. Eine militärische Provokation dieses Ausmaßes hatte es seit Ende des Koreakrieges nicht gegeben.

### Nordkoreas Atomwaffenprogramm
Seit den Olympischen Sommerspielen 2000 stand Nordkorea zunächst aber häufig wegen des Streits um sein Atomwaffenprogramm im Blickpunkt der Weltöffentlichkeit. Nach eigenen Angaben verfügt Nordkorea über mehrere einsatzbereite Atombomben. Eine zurzeit in Nordkorea in Entwicklung befindliche Interkontinentalrakete des Typs „Taepodong-2“ soll, mit einem Atomsprengkopf bestückt, die Westküste der USA erreichen können.
Nach eigenen Angaben hat Nordkorea am 9. Oktober 2006 erstmals einen unterirdischen Atomtest erfolgreich durchgeführt. Messungen russischer und südkoreanischer Experten bestätigten die Meldung, dass eine Sprengung durchgeführt wurde. Ob es sich um eine atomare oder eine konventionelle Sprengung handelte, ist jedoch noch nicht vollständig geklärt. Am 10. Oktober 2006 zitierte Südkoreas Nachrichtenagentur Yonhap einen nordkoreanischen Regierungsmitarbeiter: „Wir hoffen, dass die Lage geklärt ist, bevor es zu einem unglücklichen Zwischenfall kommt und wir eine Atomrakete abfeuern“, was als indirekte Drohung gesehen wird.

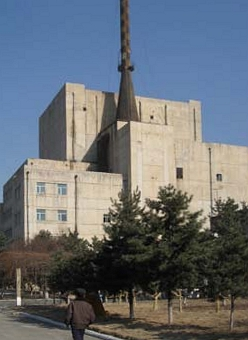
5-MW-Reaktor von Nyŏngbyŏn

Nach dem vermutlichen Test kam jedoch Bewegung in die bis dahin praktisch ergebnislosen sogenannten Sechsergespräche. Nordkorea kündigte an, dass es für bestimmte Leistungen, etwa der Aufnahme von bilateralen Gesprächen mit den USA sowie der Entfernung Nordkoreas von der Liste der terrorunterstützenden Staaten bereit wäre, sein Atomprogramm zu beenden. In der Folge war auch eine weitere Entspannung zwischen Nord- und Südkorea möglich. So wurden im Mai 2007 zwei einmalige Eisenbahntestfahrten auf der wiederaufgebauten Strecken zwischen Kaesŏng im Norden und Dorasan im Süden durchgeführt. Seit Dezember desselben Jahres verkehren dort regelmäßig Güterzüge, die die Unternehmen in der Industrieregion Kaesŏng mit Südkorea verbinden. Ein zweites Gipfeltreffen zwischen Kim und dem südkoreanischen Staatspräsidenten Roh Moo-hyun fand vom 2. bis 4. Oktober 2007 statt. Die beiden Politiker trafen sich wiederum in Pjöngjang; der ursprünglich nach dem ersten Gipfeltreffen vorgesehene Gegenbesuch Kim Jong-ils in Seoul hatte nicht stattgefunden. Zum Abschluss unterzeichneten beide den Entschluss, Verhandlungen über einen Friedensvertrag aufzunehmen. Dieser solle das Waffenstillstandsabkommen zur Beendigung des Koreakriegs von 1953 ersetzen.
Im Oktober 2007 begann Nordkorea mit amerikanischen und weiteren internationalen Experten seine Atomanlagen zu zerstören. Als Gegenleistung stehen Nordkorea ab sofort Wirtschaftshilfen und weitere Hilfsmaßnahmen für die verarmte Bevölkerung zur Verfügung. Nachdem am 27. Juni 2008 der Kühlturm des Atomreaktors Nyŏngbyŏn gesprengt wurde, kündigte der US-Präsident George W. Bush die Aufhebung von Handelssanktionen an und stellte die Löschung Nordkoreas von der Liste der Terrorstaaten in Aussicht. Die Löschung erfolgte dann am 11. Oktober.
Nordkorea hatte am 5. April 2009 gegen internationale Proteste eine Trägerrakete gestartet, die angeblich den Kommunikationssatelliten Kwangmyŏngsŏng 2 auf eine Erdumlaufbahn bringen sollte, die Aussetzung eines Satelliten wurde aber von keinem Staat außer Nordkorea bestätigt. Am 25. Mai 2009 wurde ein weiterer Kernwaffentest durchgeführt. Nach russischen Angaben besaß der Sprengsatz eine Sprengkraft von 20 Kilotonnen. Zusätzlich zu dem Atomtest wurden mehrere Kurzstreckenraketen abgefeuert.

## Herrschaft Kim Jong-uns (seit 2011)
Nach dem Tod von Kim Jong-il am 17. Dezember 2011 folgte dessen jüngster Sohn Kim Jong-un seinem Vater an der Staatsspitze nach.
Im Frühjahr 2013 erreichten die Beziehungen zwischen Nord- und Südkorea durch die Nordkorea-Krise 2013 einen erneuten Tiefpunkt. Im Juni 2013 verbesserten sich die Beziehungen jedoch wieder.
Anfang Dezember 2013 wurde der stellvertretende Vorsitzende der Nationalen Verteidigungskommission und Onkel Kim Jong-uns, Jang Song Thaek, verhaftet und entmachtet. Ihm wurden unter anderem Hochverrat, Bestechlichkeit, Spielsucht, Drogenmissbrauch, Geldverschwendung und Ausverkauf von Rohstoffen an die Volksrepublik China vorgeworfen. Am 12. Dezember 2013 wurde er hingerichtet. Zugleich blieb Jangs Witwe und Schwester von Kim Jong-il, Kim Kyŏng-hŭi, von Strafmaßnahmen unbehelligt und wurde in das nordkoreanische Komitee für Staatsbegräbnisse aufgenommen.
Im Januar 2014 setzte Kim für den 9. März 2014 eine „Wahl“ des nordkoreanischen Parlaments an. Dabei sollen 100 % der Wähler in den 687 Wahlbezirken für die jeweils konkurrenzlos angetretenen Kandidaten der Regierungspartei gestimmt haben; die Wahlbeteiligung habe bei 99,97 % gelegen. Aufgrund der Wahlpflicht wurde die Wahl zugleich als Volkszählung gewertet.
Für den 6. Mai 2016 wurde der erste Parteitag der Partei der Arbeit Koreas seit 36 Jahren anberaumt. Im August 2016 setzte sich Thae Yong-ho, stellvertretender Botschafter Nordkoreas in London, nach Südkorea ab.
Im Februar 2017 wurde Kim Jong-uns Halbbruder Kim Jong-Nam auf dem Flughafen Kuala Lumpur tödlich vergiftet. Südkoreanische Medien spekulierten, dass der Mord von Kim Jong-un in Auftrag gegeben wurde. Mehrere Verdächtige wurden dazu in Malaysia festgenommen.
Seit August 2017 dürfen Bürger der USA nach einem Beschluss von US-Präsident Donald Trump nicht mehr nach Nordkorea einreisen. Ausgenommen sind US-Bürger, die zusätzlich einen ausländischen, für Nordkorea gültigen Reisepass besitzen.
Im April 2021 ließ Kim Jong-un den Leiter der Fernunterrichtskommission Nordkoreas, Park, hinrichten. Die Kommission habe nur oberflächliche Verfahren angestoßen und keine wirklichen Fortschritte erzielt.
Seit April 2022 grassiert in Nordkorea eine COVID-19-Epidemie. Das Gesundheitssystem ist rudimentär und der Staat hat vom UN-Beschaffungsprogramm Covax angebotene COVID-19-Impfstoffe bisher abgelehnt.